# اور کارادین
را کارادین (انگلیسی: Ever Carradine؛ زادهٔ ۶ اوت ۱۹۷۴) یک هنرپیشه اهل ایالات متحده آمریکا است.
او در فیلم گمشده و پیداشده بازی کرده‌است.